# Historisches Ortslexikon (Österreich)
Das Historische Ortslexikon Österreichs ist eine statistische Dokumentation zur österreichischen Bevölkerungs- und Siedlungsgeschichte und enthält Angaben über Bevölkerungs- und Häuserzahlen. Es dient der quantitativen Unterstützung demographischer, siedlungsgeschichtlicher und landeskundlicher Arbeiten und bietet ein umfangreiches Datenangebot für die Regional- und Lokalgeschichte. Hauptaufgabe dieser Dokumentation ist die Einbeziehung der „frühstatistischen“ (spätes 18. bis Mitte 19. Jahrhundert) und „vorstatistischen“ Phase in die quantitative Beschreibung der Bevölkerungs- und Siedlungsgeschichte.

## Geschichte
Das Historische Ortslexikon entstand seit etwa 1970 als karteimäßige Datensammlung für Studien und Publikationen von Kurt Klein, vor seiner Pensionierung Mitarbeiter (zuletzt Vizepräsident) des Österreichischen Statistischen Zentralamtes (heute: Statistik Austria) und Lehrbeauftragter am Institut für Wirtschafts- und Sozialgeschichte der Universität Wien. Das Ortslexikon wurde ab 2001 auf PC übernommen und seither laufend durch Archivmaterial, zahlreiche meist lokale Quellen (Heimatbücher, Ortschroniken), durch die Angaben aus den Großzählungen 2001 und der Registerzählung 2011 sowie die jüngsten Bevölkerungsdaten der Statistik Austria ergänzt.
Die Version vom 31. August 2016 ist die letzte Fassung des Historischen Ortslexikons, die im Internet zugänglich bleibt, aber nicht mehr ergänzt wird. 
Für die individuelle Weiterarbeit empfehlen sich vor allem zwei Zugänge: 
- Die Webseite der Statistik Austria ermöglicht den besten Zugang zu den jeweils jüngsten Daten, in der Bevölkerungsstatistik auch zurück bis 1869.[1] Sie bietet zudem erklärende Texte, komplett abrufbare Publikationen und Übergänge zu internationalen Daten.
- Digitalisierte Quellen sind ein ständig wachsender Zugang zu älteren Quellen (z. B. auch jenen, die in den Quellenverzeichnissen der Bundesländer angeführt sind). Kataloge digitalisierter Quellen können den Zugang erleichtern.

## Inhalt
Angaben über den Bevölkerungsstand stammen aus Volkszählungen (ab 1869), im „frühstatistischen“ Zeitraum 1754–1857 aus älteren Bevölkerungszählungen (kirchlichen Seelenzählungen, Militär-Konskriptionen, Volkszählung 1857), im „vorstatistischen“ Zeitraum meist aus steuerlichen, grundherrschaftlichen, kirchlichen oder militärischen Quellen.
Kirchliche Visitationen oder Synodalberichte des 16.–18. Jahrhunderts geben oft die Zahl der Kommunikanten an (Teilnehmer an den Ostersakramenten, meist Personen ab etwa 8 bis 12 Jahren). Derartige Angaben sind, vor allem im 16. Jahrhundert, oft nur grob geschätzt; exaktere Angaben wurden in der Zeit der Gegenreformation vielfach durch Abzählen der ausgegebenen Beichtzettel ermittelt.
Angaben aus militärischen Quellen beziehen sich in der Regel auf Wehrfähige (meist Männer von 18 bis 60 Jahren, etwa ein Viertel der Gesamtbevölkerung). Viele derartige Angaben aus dem 15.–17. Jahrhundert hängen mit Aufgeboten für die Türkenkriege zusammen.
Am Ende jeder Bundesland-Datei stehen, in Normalschrift und chronologisch gereiht, Quellen von allgemeiner Bedeutung für das gesamte Bundesland und seine territorialen Einheiten.